# Hanna Machińska
Hanna Machińska (ur. 1951 w Warszawie) – polska prawniczka i nauczycielka akademicka, doktor nauk prawnych. W latach 1991–2017 dyrektorka Biura Rady Europy w Warszawie, w latach 2017–2022 zastępczyni rzecznika praw obywatelskich.

## Życiorys
W 1973 ukończyła studia prawnicze na Wydziale Prawa i Administracji Uniwersytetu Warszawskiego. W 1978 uzyskała stopień naukowy doktora nauk prawnych na podstawie dysertacji dotyczącej informacji statystycznej w zarządzaniu środowiskiem. W 1973 podjęła pracę jako nauczycielka akademicka, została adiunktem w Katedrze Logiki i Argumentacji Prawniczej na Wydziale Prawa i Administracji UW. Odbyła staże w Komisji Europejskiej, Szwajcarskim Instytucie Prawa Porównawczego w Lozannie, a także na uniwersytetach w Maastricht, Aarhus i Florencji.
W pracy naukowej zajęła się zagadnieniami z zakresu logiki prawniczej, praw człowieka, prawa Unii Europejskiej i prawa ochrony środowiska. Jest autorką lub współautorką publikacji naukowych poświęconych tej tematyce, takich jak: Aksjologia w UE a Europejska Konwencja Praw Człowieka, Ochrona praw podstawowych w Unii Europejskiej, Niepełnosprawni na rynku pracy, Prawa zwierząt w konwencjach Rady Europy, Logika dla prawników.
W 1991 objęła stanowisko dyrektora utworzonego wówczas Biura Rady Europy w Warszawie, którym kierowała do 2017. W latach 1991–2002 pracowała w Centrum Europejskim UW. Była także ekspertką w Urzędzie Komitetu Integracji Europejskiej, członkinią Rady ds. Edukacji Europejskiej przy ministrze edukacji (2003), ekspertką w Komitecie Doradczym ds. Prawa Europejskiego przy ministrze sprawiedliwości (2008–2010) oraz członkinią Doradczego Komitetu Prawnego przy ministrze spraw zagranicznych (2011–2016). We wrześniu 2017 została zastępczynią rzecznika praw obywatelskich. Pełniła tę funkcję do grudnia 2022. Przeciwko jej odwołaniu protestowało około 90 organizacji pozarządowych.
Córka Juliusza Lecha Zbyszyńskiego i Jadwigi Ireny Zbyszyńskiej-Grzybowskiej, uczestników powstania warszawskiego; w 2024 wraz z bratem przekazała pamiątki po rodzicach do zasobów Muzeum Powstania Warszawskiego.

## Odznaczenia i wyróżnienia
Ordery i odznaczenia
- Krzyż Kawalerski Orderu Odrodzenia Polski (w uznaniu wybitnych zasług w działalności na rzecz integracji Polski z Unią Europejską, 2003)[16]
- Złoty Krzyż Zasługi (za zasługi w działalności w ruchu studenckim, za osiągnięcia w pracy zawodowej i społecznej, 2000)[17]
- Odznaka honorowa „Za Zasługi dla Ochrony Praw Człowieka” (2016)[18]
- Wielka Odznaka Honorowa za Zasługi dla Republiki Austrii (2017)[19]

Nagrody i wyróżnienia
- Doktor honoris causa Uniwersytetu Zuryskiego (2022)[20][21][22]
- Odznaka „Adwokatura Zasłużonym” (2022)[23]
- Laureatka „Złotej Temidy” (2022)[24]
- Honorowe członkostwo w Polskim Towarzystwie Komunikacji Społecznej (2022)[25]
- Nagroda im. bp. Tadeusza Pieronka „In Veritate” (2022)[26]
- Nagroda Obywatelska im. Henryka Wujca (2022)[27]
- Nagroda „Newsweeka” im. Teresy Torańskiej (2023)[28]
- Człowiek Roku „Gazety Wyborczej” (2023)[29]
- Deutsch-Französischer Preis für Menschenrechte und Rechtsstaatlichkeit(inne języki) (2023)[30][31]
- Nagroda PAU im. Erazma i Anny Jerzmanowskich (2024)[32]
- Nagroda za Odważne Myślenie im. Barbary Skargi przyznana przez Konfederację Lewiatan i Fundację na Rzecz Myślenia im. Barbary Skargi (2024)[33].